# روبرت ماركو
روبرت ماركو (بالألمانية: Rupert Marko)‏ (24 نوفمبر 1963 في النمسا - ) هو مدرب كرة قدم ولاعب كرة قدم نمساوي في مركز الهجوم. شارك مع منتخب النمسا لكرة القدم. أما مع النوادي، فقد لعب مع أدميرا فاكر مودلينغ وأوستريا فيينا وشتورم غراتس ونادي ريد بل سالزبورغ وFC Gossau ‏.

## وصلات خارجية
- روبرت ماركو على موقع قاعدة بيانات كرة القدم.إي يو (الإنجليزية)